# 이선유
이선유(李善有)는 조선 시대의 명창이다. 경남 진주에서 태어났다. 판소리 동편제의 정통파이며, 송우룡과 김세종에게서 판소리를 전수받았다. 그의 저서로는 《판소리 5가집》이 남아있다.